# Irundiaba waorani
Irundiaba waorani är en skalbaggsart som beskrevs av Martins och Maria Helena M. Galileo 2008. Irundiaba waorani ingår i släktet Irundiaba och familjen långhorningar. Inga underarter finns listade i Catalogue of Life.